# 北66線
北66線 新莊高中－五谷王，是位於新北市的一條區道，西起泰山區泰林路口，東迄三重區五谷王北街與五谷王北街42巷口，全長3.535公里，是橫貫上新莊地區的主要道路。

## 路線說明
新北市
- 泰山區：泰林路口（起點，106號岔路） → 幸福路 → 區界

- 新莊區：區界 → 中環路口（台65線平面岔路） → 中港路口（北127線岔路）→ 思源路口（106甲線岔路） → 幸福東路 → 化成路口（北63線岔路） → 區界

- 三重區：區界 → 中興北街42巷 → 中興北街口 → 光復路一段68巷 → 光復路口 → 光復路一段61巷 → 神農街口 → 五谷王北街42巷 → 五谷王（終點，北65-1線岔路）

## 沿線地標、設施
- 泰山區
  - 泰山捷運公園
  - 塭故之心公園（公四）
- 新莊區
  - 新莊高中
  - 中港大排
  -  環狀線幸福站
  - 頭前運動公園
- 三重區
  - 崁頂工業區
  - 興穀國小
  - 先嗇宮

## 連接公路
- 市道106號
- 北127線
- 市道106甲線
- 北65-1線